# La Peña (Veraguas)
La Peña ist ein Corregimiento des Bezirks Santiago in der Provinz Veraguas in Panama. Bei der Volkszählung im Jahr 2023 hatte es 5943 Einwohner. Das Corregimiento erstreckt sich über eine Fläche von 117,1 km².

## Bevölkerung
Die folgende Tabelle zeigt die Bevölkerung des Corregimientos La Peña, wie es in den Volkszählungen 2000, 2010 und 2023 erfasst wurde.
| Jahr         | 2000 | 2010 | 2023 |
| ------------ | ---- | ---- | ---- |
| Einwohner    | 3746 | 3990 | 5943 |
| davon Männer | 1917 | 2051 | 2988 |
| davon Frauen | 1829 | 1939 | 2955 |

## Orte
Im Corregimiento La Peña befinden sich folgende Orte:
- Boquilla de Los Santos
- Cerro Gordo de La Cantera
- El Barberillo
- El Rincón de La Subidita
- Guayabal
- La Coloradita de La Peña
- La Ensillada
- La Peña
- La Subidita
- Las Guacas o Las Huacas
- Llano de Castillo
- Llano de San Juan
- Los Remedios
- Los Solíces
- Los Zamoranos
- Residencial Brisas de Santiago
- Residencial Villa Nueva
- Rincón Largo
- San Pedrito